# 旺德尔港
旺德尔港（法語：Port-Vendres，法語：[pɔʁ vɑ̃dʁ] ⓘ）是法国东比利牛斯省的一个市镇，属于塞雷区。

## 地名
该地名最早见于1世纪，以“Portus Veneris”的形式被记载，其被认为意为“隔离港”或“维纳斯港”。

## 地理
旺德尔港（42°31'5"N, 3°6'18"E）面积14.77 平方千米，位于法国奧克西塔尼大區东比利牛斯省，该省份为法国大陆部分最南部的省份，涵盖了北加泰罗尼亚，北起奥德省，西接阿列日省和安道尔，南与西班牙接壤，东临地中海。
与旺德尔港接壤的市镇（或旧市镇、城区）包括：滨海巴纽尔斯、科利尤尔。
旺德尔港的时区为UTC+01:00、UTC+02:00（夏令时）。

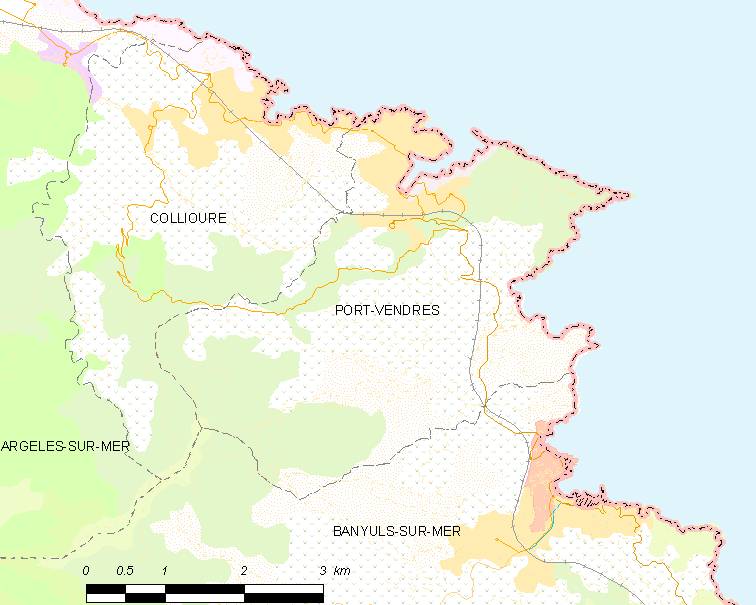
旺德尔港的OSM定位图

## 行政
旺德尔港的邮政编码为66660，INSEE市镇编码为66148。

## 政治
旺德尔港所属的省级选区为朱红海岸县。

## 交通
旺德尔港站是佩皮尼昂—塞贝尔铁路线之间的重要车站。

## 人口

1962-2008年间旺德尔港人口变化图示

旺德尔港于2022年1月1日时的人口数量为3976人。